# Герб комуни Юсдаль
Герб комуни Юсдаль (швед. Ljusdals kommunvapen) — символ шведської адміністративно-територіальної одиниці місцевого самоврядування комуни Юсдаль.

## Історія
Герб торговельного містечка (чепінга) Юсдаль мав зображення голови козла в чорному полі з золотим бордюром. 
Після адміністративно-територіальної реформи, проведеної в Швеції на початку 1970-х років, муніципальні герби стали використовуватися лишень комунами. Цей герб був перебраний для нової комуни Юсдаль, але вже без золотого бордюру.
Герб комуни отримав королівське затвердження 1972 року, а 1974 року його було офіційно зареєстровано.

## Опис (блазон)
У чорному полі золота голова козла з червоним язиком і рогами. 

## Зміст
Голова козла фігурувала на парафіяльних печатках з 1630-х років. Сюжет походить від герба ландскапу Гельсінгланд, на якому фігурує козел.  